# Тесля Іван Якович
Іван Якович Тесля (19 серпня 1902, с. Настасів, нині Тернопільського району — 12 квітня 1996, м. Торонто) — український географ і педагог. Один з очільників Українського Учительського Об'єднання Праці (УУОП). Дійсний член НТШ (1949).

## Життєпис
Народився в Галичині: 19 серпня 1902 року в селі Настасів Тернопільського повіту (Королівство Галичини та Володимирії, Австро-Угорщина, нині Тернопільського району, Тернопільська область, Україна).
У 1923 році закінчив Тернопільську українську гімназію, після чого навчався у Львівській духовній семінарії (1924—1925) та Львівському університеті (1925—1932, здобув ступінь магістра філософії з географії, геології та кліматології).
По закінченні Львівського університету — науковий співробітник Інституту геофізики і метеорології Львівського університету (1932—1939); 1939—1944 — референт шкільного відділу Українського центрального комітету.
Від 1944 року на еміграції в Німеччині, від 1948-го — в Канаді (тут якийсь час працював на фермі, на заводі, в шахтах).
Помер 12 квітня (за іншими даними 10 квітня) 1996, м. Торонто

## Доробок
Праці з метеорології, геофізики, кліматології і гідрографії (серед іншого про довгорічні зміни кліматичних елементів земної кулі у фахових польських і німецьких журналах; нарис клімату і гідрографії України в «Географії України» за редакцією Володимира Кубійовича та в «ЕУ»), демографії й історії українських поселенців у Канаді (серед інших: «The Ukrainian Canadian in 1971» (1976), «Ukrainian Immigration to Canada in 1891 — 1917» у «Statistical Compendium of Ukrainians in Canada» (1978), картографії; шкільні підручники з географії.